# 塩谷光彦
塩谷 光彦（しおのや みつひこ、1958年7月14日 - ）は、日本の化学者。東京大学大学院理学系研究科化学専攻教授。専門は、生物無機化学・超分子化学。

## 経歴
- 1982年　東京大学薬学部薬学科卒業
- 1986年　東京大学大学院薬学系研究科博士課程中退
- 1986年　広島大学医学部総合薬学科　助手
- 1988年　岡崎国立共同研究機構分子科学研究所　助手
- 1990年　広島大学医学部総合薬学科　助手
- 1990年1月　広島大学 薬学博士　論文の題は「機能性大環状ポリアミンに関する活性構造化学的研究 」[1]。
- 1991年　広島大学医学部総合薬学科　講師
- 1994年　広島大学医学部総合薬学科　助教授
- 1995年　岡崎国立共同研究機構分子科学研究所　教授
- 1995－1999年　総合研究大学院大学数物科学研究科　教授
- 1999年　東京大学大学院理学系研究科化学専攻　教授
- 2022年　公益社団法人日本化学会　筆頭副会長
- 2024年　東京理科大学 研究推進機構 総合研究院　教授

## 研究
デザインされた配位子と金属イオンを用いたケージ状錯体・人工DNA・分子マシンなどの研究で知られる。

## 受賞
- 2007年　井上学術賞
- 2007年　日本化学会学術賞
- 2016年　科学技術分野の文部科学大臣表彰 科学技術賞
- 2018年　錯体化学会賞
- 2020年　日本化学会賞
- 2022年　International Izatt-Christensen Award
- 2023年　日本核酸化学会賞(池原賞)